# Prioritet Serneke Arena
Prioritet Serneke Arena är en multisportarena i stadsdelen Kviberg i Göteborg. 
Arenan, som ligger norr om Kvibergs kaserner, är Nordens största multisportanläggning. Den är på cirka 45 300 m² i sju våningar och inrymmer bland annat en skidanläggning inomhus och en fullstor fotbollsplan. Utöver detta inryms två idrottshallar, restaurang, konferensanläggning, gym, skadeklinik för idrottare, idrottshotell, samt grundskola och idrottsgymnasium. Antalet åskådarplatser i den största hallen är cirka 3 300. Skidspårets längd är 1,2 kilometer.
Arenan började byggas 1 augusti 2012 och invigdes den 10 juli 2015. Den ägs av Prioritet finans och Ola Serneke AB och gick tidigare under namnet Göteborgs Nya Arena, och dessförinnan Änglagården. Namnet, efter sponsorerna, tillkännagavs på invigningsdagen. Arenan är ritad av OkiDoki! Arkitekter och kostade 800 miljoner kronor att bygga.

## Galleri

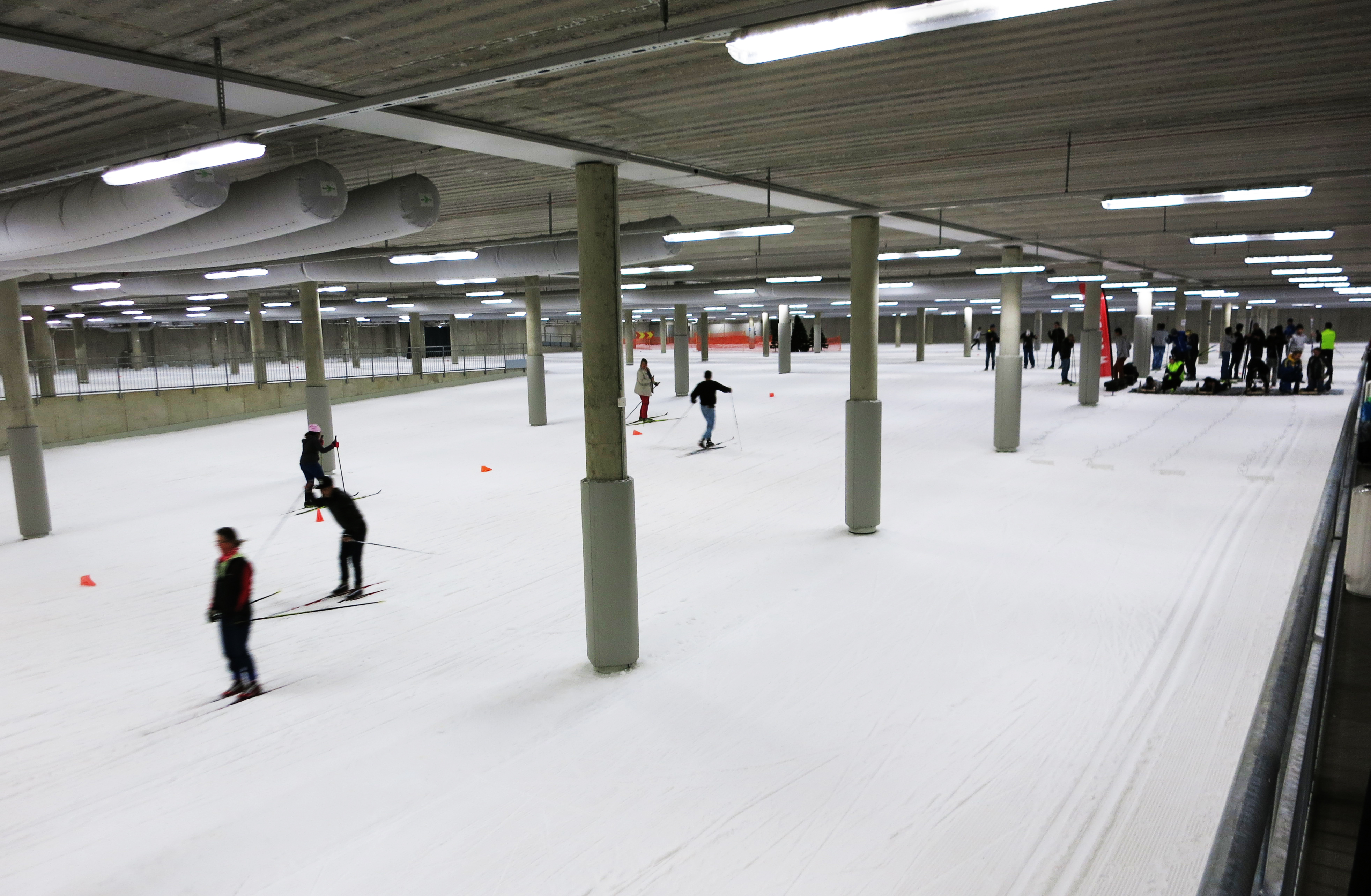
Inomhus skidanläggning.
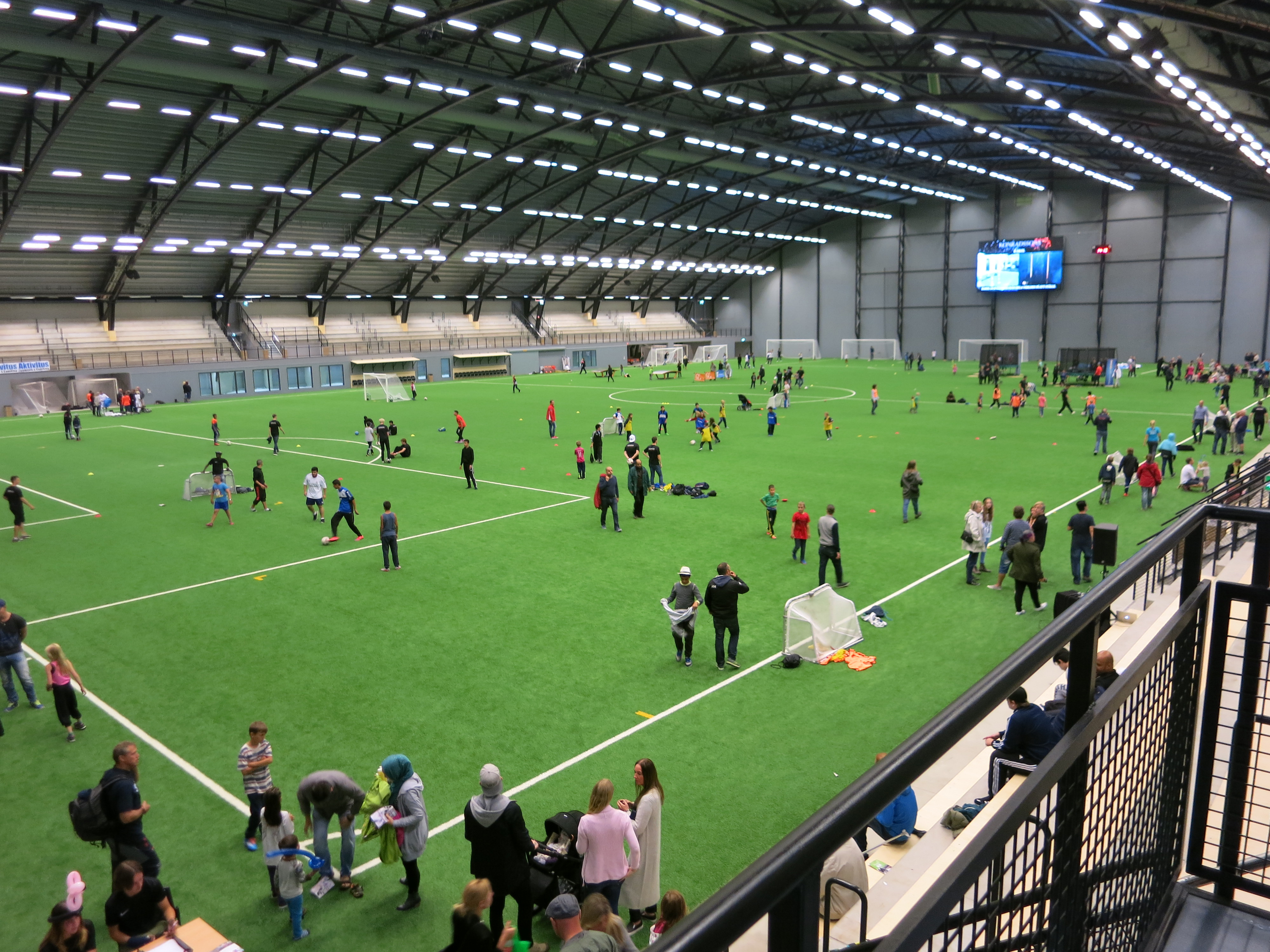
Inomhus fotbollsplan.
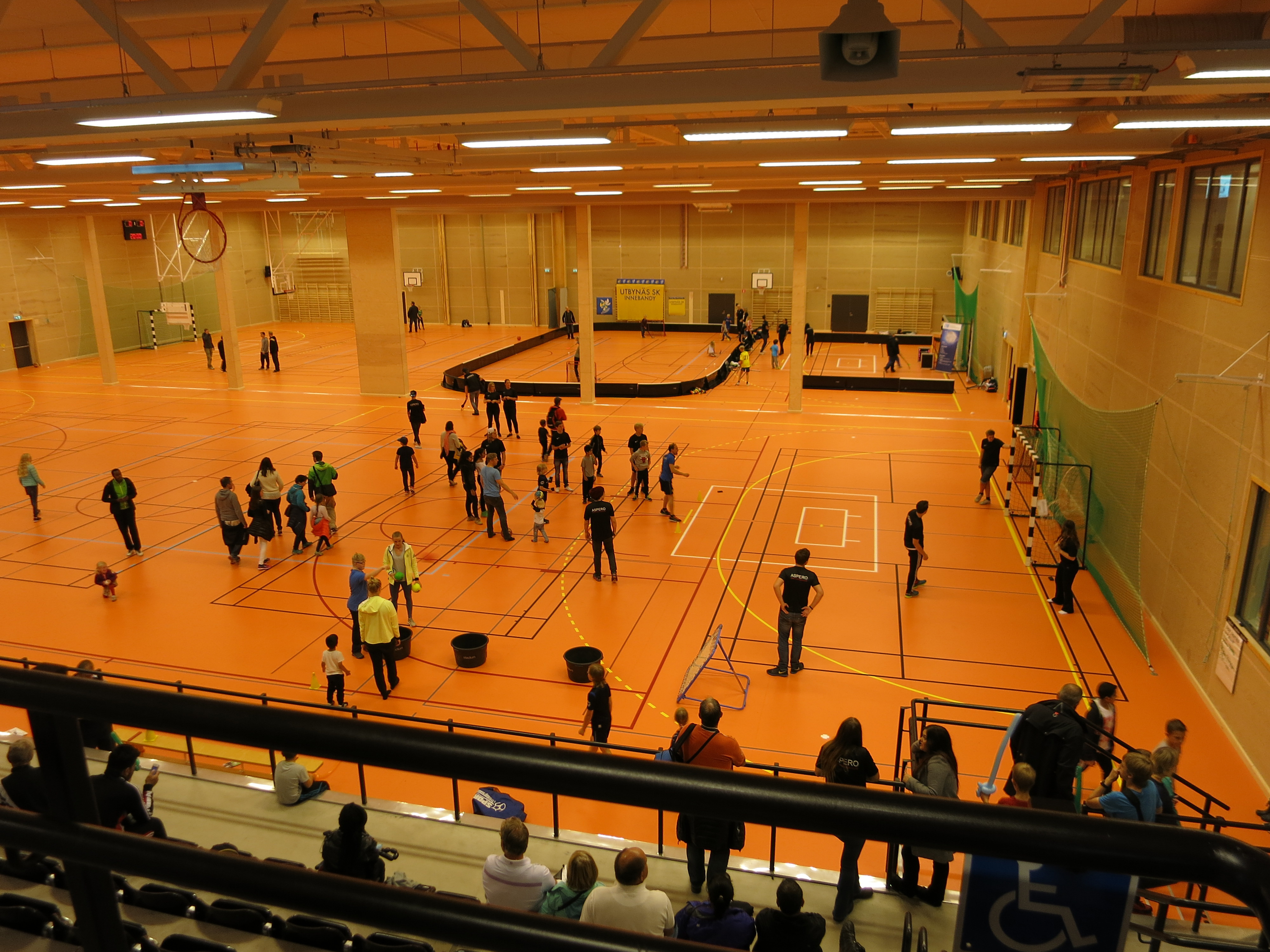
Sporthallar.
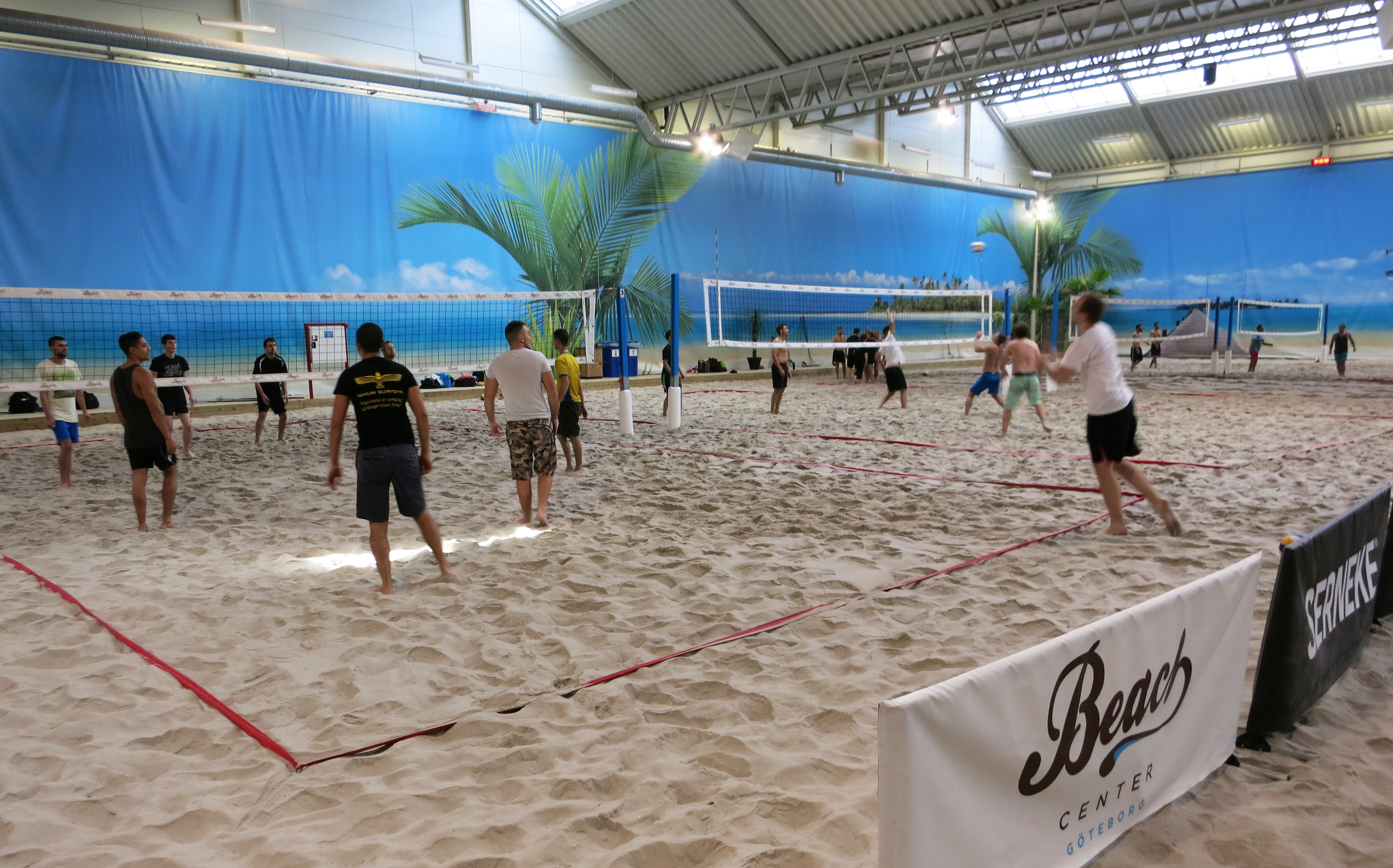
Beach Volleyball Center med 16 inomhusbanor.